# Buol
Le buol est une langue austronésienne parlée en Indonésie, dans le centre de l'île  de Sulawesi. La langue appartient à la branche malayo-polynésienne des langues austronésiennes.

## Répartition géographique
La langue est parlée dans le « kabupaten » du même nom (en).

## Classification
Le buol est une des langues gorontaliques. Celles-ci forment un des sous-groupes des langues philippines, elles-mêmes rattachées au malayo-polynésien occidental.

## Phonologie
Les tableaux présentent la phonologie du dialecte buol, les voyelles et les consonnes.

### Voyelles
|         | Antérieure | Centrale | Postérieure |
| ------- | ---------- | -------- | ----------- |
| Fermée  | i [i]      |          | u [u]       |
| Ouverte | e [ɛ]      | a [a]    | o [ɔ]       |

### Consonnes
|              |              | Bilabiales | alvéolaires | Vélaires | Glottales |
| ------------ | ------------ | ---------- | ----------- | -------- | --------- |
| Occlusives   | Sourde       | p [p]      | t [t]       | k [k]    | ʔ [ʔ]     |
| Occlusives   | Sonore       | b [b]      | d [d]       | g [g]    |           |
| Fricative    | Fricative    | v [β]      | s [s]       |          | h [h]     |
| Affriquée    | Affriquée    |            |             | j [dʒ]   |           |
| Nasale       | Nasale       | m [m]      | n [n]       | ng [ŋ]   |           |
| liquide      | liquide      |            | l [l]       |          |           |
| Roulée       | Roulée       |            | r [r]       |          |           |
| Semi-voyelle | Semi-voyelle | w [w]      |             | y [j]    |           |

### Allophones
La latérale [l] a plusieurs allophones, conditionnés par les voyelles antérieures [i] et [e]:
- suivi de ces voyelles, il est [l], par exemple dila, langue.
- suivi par une de ces voyelles mais non précédé de l'une d'elles il est prononcé comme une rétroflexe, par exemple linug, tremblement de terre, est ɽinug.
- hors de ces conditions, le [l] est palatal [ʎ], par exemple longit, moustique est ʎoŋit.

Les phonèmes [s], [h], [ʔ] et [dʒ] apparaissent surtout dans les mots d'emprunt.

## Sources
- (en) Adelaar, Alexander, The Austronesian Languages of Asia and Madagascar: A Historical Perspective, The Austronesian Languages of Asia and Madagascar, pp. 1-42, Routledge Language Family Series, Londres, Routledge, 2005,  (ISBN 0-7007-1286-0)
- (en) Zobel, Erik, Buol, The Austronesian Languages of Asia and Madagascar, pp. 625-648, Routledge Language Family Series, Londres, Routledge, 2005,  (ISBN 0-7007-1286-0)